# Grote of Laurentiuskerk (Rijnsburg)
De Grote of Laurentiuskerk is een protestantse kerk aan de Kerkstraat 32 in Rijnsburg, gemeente Katwijk, in de Nederlandse provincie Zuid-Holland. Sinds 1971 staat het gebouw ingeschreven in het rijksmonumentenregister. De Toren van het gebouw heeft ook de status van een rijksmonument.

## Geschiedenis
De kerk werd in 1578 in gebruik genomen nadat op 1 oktober 1577 de eerste eigen predikant van Rijnsburg was bevestigd. Hij werd gebouwd achter een romaanse toren die resteerde van de kerk van de abdij van Rijnsburg. Deze was gesticht in 1133 door Petronilla van Saksen, douairière van Graaf Floris II van Holland. Na 1578 werd de Grote kerk vijfmaal uitgebreid. Dit gebeurde in 1633, 1660, 1903, 1910 en 1923. In de jaren 1980 was de kerk een jaar gesloten voor renovatie, waarbij onder meer het dak werd vervangen. De kerk is eigendom van de burgerlijke gemeente.

## Orgel
Het orgel is in 1975 gebouwd door de firma Jac. van der Linden & Co. (Leiderdorp). Daarbij is gebruik gemaakt van het front en enig pijpwerk van het vorige orgel in deze kerk, dat in 1924 was gebouwd door de firma G. van Leeuwen (Leiderdorp) en in 1953 door diens zoon Willem van Leeuwen was gewijzigd. In 1989 restaureert de firma Pels & Van Leeuwen ('s-Hertogenbosch) het orgel en wijzigt de dispositie:
- Hoofdwerk (manuaal 1): Bourdon 16' - Prestant 8' - Holpijp 8' - Octaaf 4' - Gedekte fluit 4' (1989) - Quint 2⅔' - Octaaf 2' - Mixtuur 4-5 sterk - Cornet 8' 5 sterk discant (1989) - Trompet 8'.
- Zwelwerk (manuaal 2): Flûte harmonique 8' (1989) - Roerfluit 8' - Flûte travers 8' (1989) - Gamba 8' - Vox céleste 8', vanaf c - Flûte octaviante 4' - Gedekte fluit 4' - Woudfluit 2' (1953) - Terts 1 3/5' - Nasard 1⅓' - Flageolet 1' - Plein-jeu 3-4 sterk - Hobo 8' - Tremulant.
- Pedaal: Contrabas 16' (1924) - Subbas 16' (1924) - Prestant 8' - Gedekt 8' - Octaaf 4' - Bazuin 16'.
- Koppelingen: Hoofdwerk aan Pedaal - Zwelwerk aan Pedaal - Zwelwerk aan Hoofdwerk.
- Mechanische sleepladen. Manuaalomvang: C-g3. Pedaalomvang: C-f1.